# Eugénie Blanchard
Pour les articles homonymes, voir Blanchard.
Eugénie Blanchard, aussi connue sous le nom de Sœur Cyria Costa, née le 16 février 1896 à Gustavia (Saint-Barthélemy, alors commune de Guadeloupe) et morte le 4 novembre 2010 dans la même ville, est une religieuse franciscaine et supercentenaire française. Elle est la doyenne des Français à partir du 25 mai 2008 et la doyenne de l'humanité du 2 mai 2010 à sa mort.

## Biographie
Eugénie Blanchard naît en 1896 à Saint-Barthélemy, aux Antilles françaises. Devenues religieuse au sein de la congrégation des Sœurs franciscaines de Roosendaal à Curaçao (Antilles néerlandaises), sous le nom de sœur Cyria Costa, elle ne revient à Saint-Barthélemy qu'à l'âge de 60 ans. À partir de 1980, elle est pensionnaire de l'hôpital de Bruyn de Saint-Barthélemy, à Gustavia. 
Les enfants du quartier l'appelaient Douchy (« sucrerie » dans la langue créole des îles hollandaises), parce qu'elle leur distribuait des bonbons. 
D'origine très modeste, elle regrette, à la fin de sa vie, de voir son île transformée pour les gens les plus fortunés, alors que pour elle, Saint-Barthélemy était une île comme une autre. Elle meurt le 4 novembre 2010.

## Record de longévité
Elle succède en tant que doyenne des Français à Clémentine Solignac (morte à l'âge de 113 ans le 25 mai 2008), et en tant que doyenne européenne à Manuela Fernández-Fojaco (en) (morte au même âge le 6 janvier 2009). Le 24 octobre 2009, elle entre dans la liste des cent personnes les plus âgées au monde. À la suite de la mort de la Japonaise Kama Chinen, le 2 mai 2010, elle devient la doyenne de l'humanité.
En 2010, elle est la troisième Française ayant vécu le plus longtemps, après Jeanne Calment (morte en 1997) et Marie Brémont (morte en 2001), qui ont aussi tenu le titre de doyen de l'humanité :
- le 25 mai 2008, Clémentine Solignac meurt et Eugénie Blanchard devient doyenne des Français ;
- le 2 mai 2010, la Japonaise Kama Chinen meurt et Eugénie Blanchard devient doyenne de l'humanité ;
- le 8 mai 2010, l'Anglaise Florrie Baldwin (nl) meurt et Eugénie Blanchard devient la dernière personne née au premier semestre 1896 ;
- le 28 septembre 2010, Eugénie Blanchard entre dans le classement des 35 personnes ayant vécu le plus longtemps;
- le 4 novembre 2010, Eugénie Blanchard meurt et l'Américaine Eunice Sanborn devient doyenne de l'humanité ;
- en mai 2011, il s'avère que Maria Gomes Valentim est plus âgée qu'Eunice Sanborn. C'est elle qui devient officiellement doyenne de l'humanité[5].
- en juillet 2023, le LongeviQuest démontre que c'est en réalité la brésilienne Ana Nogueira de Lucas[6] qui devint la doyenne de l'humanité après le décès d'Eugénie Blanchard.